# ホレス・マッコイ
ホレス・マッコイ（Horace McCoy、1897年4月14日 - 1955年12月15日）は、アメリカ合衆国テネシー州ペグラム(Pegram)生まれのハードボイルド作家、脚本家。

## 経歴
第一次世界大戦中は、米国陸軍航空隊に勤務。爆撃手兼偵察カメラマンとして、敵前線後方への飛行に参加している。負傷した彼は、フランス政府から英雄的行為を表する軍功章を授与されている。
1919年から1930年まで、テキサスのダラス・ジャーナルでスポーツ欄の編集主任として働いた。
1920年代後期から、『ブラック・マスク』誌などの様々なミステリー系のパルプ・マガジンで小説を発表し始める。
大恐慌の最中には、ロサンゼルスへ転居し、俳優としての活動を開始。1932年の映画『The Hollywood Handicap』に出演している。
彼の最も知られた小説は1935年の『彼らは廃馬を撃つ(They Shoot Horses, Don't They?)』である。マッコイの死から14年後に『ひとりぼっちの青春』（1969、米）としてシドニー・ポラック監督、ジェーン・フォンダ主演で映画化された。
1948年にはノワール小説の古典、『Kiss Tomorrow Goodbye』を発表。この作品は『明日に別れの接吻を』（1950、米）としてゴードン・ダグラス監督、ジェームズ・キャグニー主演で映画化された。
ハリウッドでの彼は、西部劇、犯罪もの、メロドラマ、その他諸々の映画脚本をさまざまなスタジオのために書いた。彼の仕事のほとんどは記憶に残るようなものではないが、ヘンリー・ハサウェイ、ラオール・ウォルシュ、ニコラス・レイのような映画監督・プロデューサーたちと働いていた。
また、1933年の『キング・コング』で脚本に協力しているが、映画のクレジットに彼の名前は載っていない。
1955年12月15日、カリフォルニア州ビバリーヒルズで心臓発作のために死去。

## 日本語訳作品
- 『彼らは廃馬を撃つ』 They Shoot Horses, Don't They? (1935) 角川文庫/王国社/白水Uブックス
- 『屍衣にポケットはない』No Pockets in a Shroud (1937) 新潮文庫
- 『明日に別れの接吻を』 Kiss Tomorrow Goodbye (1948) ハヤカワ・ミステリ文庫